# Ріо-Кварто (місто)
Рі́о-Ква́рто (ісп. Río Cuarto, Río IV — Четверта Річка) — місто на півдні аргентинської провінції Кордова на берегах однойменної річки. Адміністративний центр департаменту Ріо-Кварто.

## Історія
До приходу іспанських колонізаторів на землях, де зараз знаходиться місто Ріо-Кварто, жили індіанці племені талует.
Перші європейці прийшли у цей регіон 1573 року після заснування міста Кордова. Ці плодючі землі були швидко заселені, а у XVII ст. віддані у володіння Монастирю Святої Каталіни. У 1750-х роках монастир вирішив поділити свої землі і продати їх.
З 1776 року регіон перейшов під владу віце-королівства Ріо-де-ла-Плата, завдяки чому торгівля у регіоні значно пожвавилася. Це привернуло індіанців з південних пампасів, які почали грабувати людей на дорогах, красти худобу, жінок і дітей. Для захисту від нападів індіанців по берегам Ріо-Кварто було збудовано три великі форти і декілька менших.
1784 року губернатором Кордови-і-Тукуману став маркіз Рафаель де Собремонте, який спрямував свої зусилля на консолідацію маєтків, розкиданих навколо річки Ріо-Кварто, в єдине поселення. 11 листопада 1786 року він наказав заснувати місто Інмакулада-Консепсьйон-де-Нуестра-Сеньйора-дель-Ріо-Кварто (ісп. Inmaculada Concepción de Nuestra Señora del Río Cuarto — Непорочне зачаття Богородиці Ріо-Кварто).
Після 1829 року Ріо-Кварто став театром військових дій під час боротьби між федералами і унітаріями. Це разом з набігами індіанців зробило місто майже безлюдним.
З 1880-х років розпочалася масова міграція до міста вихідців з Італії та Іспанії.
1883 року Ріо-Кварто отримав статус міста. Першим мером став Д. Мойсес Іруста.
1971 року у місті було відкрито Національний університет Ріо-Кварто.

## Економіка
Ріо-Кварто — важливий центр торгівлі і послуг динамічно зростаючого сільськогосподарського регіону, транспортний вузол на автомобільних і залізничних торгових шляхах, що поєднують Пампу і Куйо, Атлантичний і Тихий океани.
Основою економіки міста є сільське господарство і галузі промисловості, пов'язані з ним: харчова промисловість, виробництво сільськогосподарської і холодильної техніки тощо.
Важливим джерелом доходів є Національний університет Ріо-Кварто.

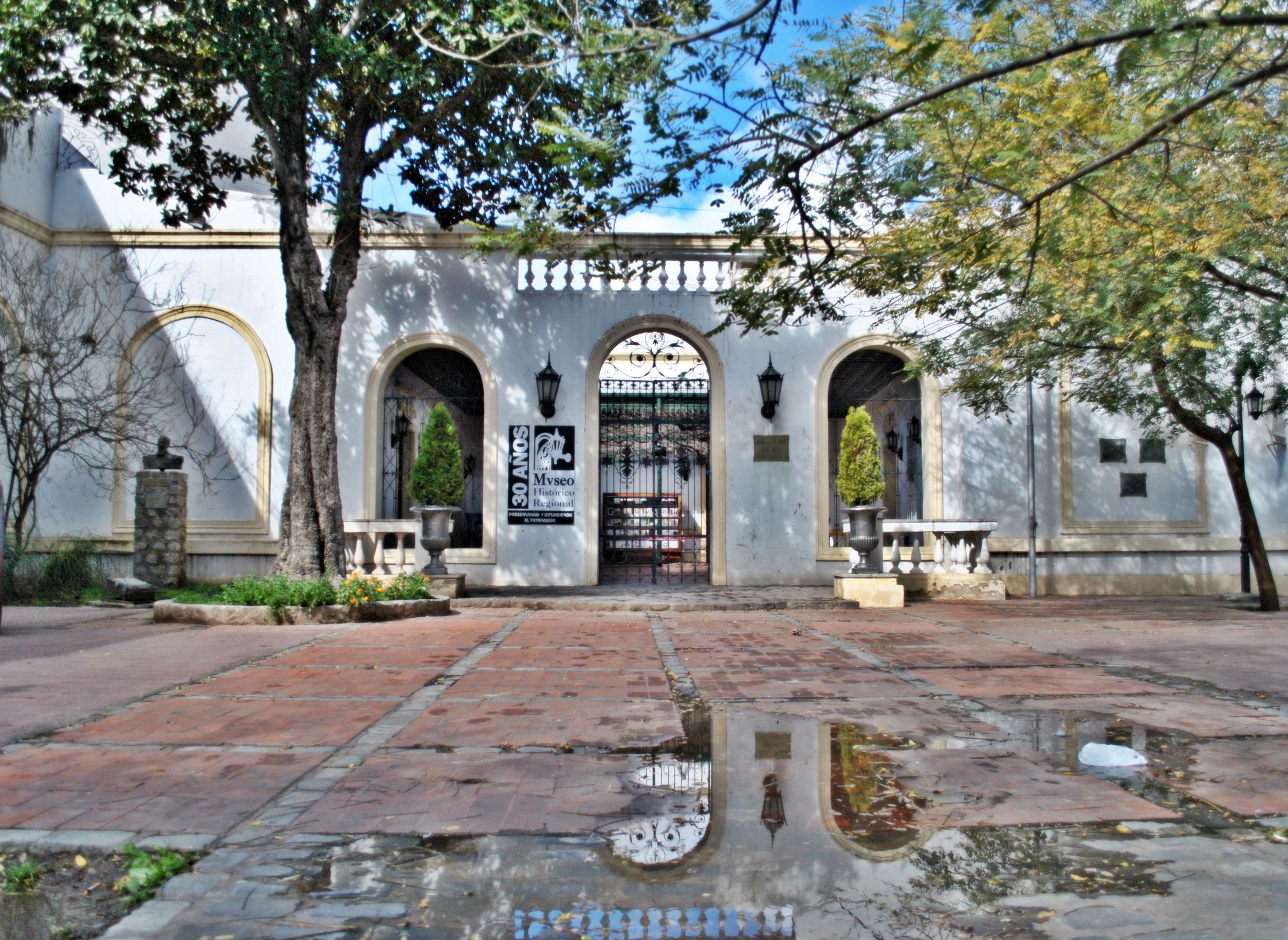
Регіональний історичний музей Ріо-Кварто

Останнім часом набирає значимості туризм. Принадами міста є:
- музеї: Регіональний історичний музей, Музей авіації і космонавтики, Музей залізниці
- історичні будівлі: Кафедральний собор, муніципалітет, церква святого Франциска
- театри і концертні зали: Муніципальний театр, Театріно-де-ла-Трапаланда, Культурний центр «Вьєхо Меркадо»
- кратери Ріо-Кварто поблизу міста

## Географія
Місто Ріо-Кварто розташоване на заході вологої пампи на пенеплені на схід від Сьєрра-де-Комечінгонес на берегах річки Ріо-Кварто, також відомої як Чоканчарава. Від столиці провінції міста Кордова до Ріо-Кварто 216 км автошляхами.
Клімат Ріо-Кварто помірний з чітко вираженими порами року. Зими м'які, зазвичай без снігу. Останні снігопади зафіксовані у місті 2000 і 2007 року. Найнижча температура, зафіксована у Ріо-Кварто, становить −10.6 °C, а найвища +42.9 °C. Середня відносна вологість повітря протягом року 68%.
| Клімат Ріо-Кварто (1961—1990)                                                                                               | Клімат Ріо-Кварто (1961—1990) | Клімат Ріо-Кварто (1961—1990) | Клімат Ріо-Кварто (1961—1990) | Клімат Ріо-Кварто (1961—1990) | Клімат Ріо-Кварто (1961—1990) | Клімат Ріо-Кварто (1961—1990) | Клімат Ріо-Кварто (1961—1990) | Клімат Ріо-Кварто (1961—1990) | Клімат Ріо-Кварто (1961—1990) | Клімат Ріо-Кварто (1961—1990) | Клімат Ріо-Кварто (1961—1990) | Клімат Ріо-Кварто (1961—1990) | Клімат Ріо-Кварто (1961—1990) |
| Показник | Січ.                          | Лют.                          | Бер.                          | Квіт.                         | Трав.                         | Черв.                         | Лип.                          | Серп.                         | Вер.                          | Жовт.                         | Лист.                         | Груд.                         | Рік                           |
| Абсолютний максимум, °C | 40,3                          | 39,7                          | 36,8                          | 34,9                          | 31,6                          | 29,5                          | 32,4                          | 37,0                          | 38,3                          | 41,2                          | 40,0                          | 42,9                          | 42,9                          |
| Середній максимум, °C | 29,5                          | 28,6                          | 26,1                          | 23,1                          | 19,7                          | 15,9                          | 15,8                          | 18,3                          | 20,5                          | 23,6                          | 26,4                          | 28,6                          | 23,0                          |
| Середня температура, °C | 23,0                          | 22,1                          | 19,6                          | 16,4                          | 13,1                          | 9,6                           | 9,2                           | 11,0                          | 13,5                          | 16,9                          | 19,9                          | 22,1                          | 16,4                          |
| Середній мінімум, °C | 17,3                          | 16,6                          | 14,7                          | 11,6                          | 8,1                           | 4,8                           | 4,3                           | 5,4                           | 7,7                           | 11,1                          | 14,0                          | 16,4                          | 11,0                          |
| Абсолютний мінімум, °C | 8,5                           | 6,2                           | 3,3                           | −1,9                          | −4,3                          | −5,4                          | −10,6                         | −4,9                          | −2,6                          | −0,5                          | 0,0                           | 4,5                           | −10,6                         |
| Норма опадів, мм | 123.9                         | 86.3                          | 120.0                         | 47.4                          | 23.5                          | 16.7                          | 12.6                          | 15.5                          | 42.3                          | 86.2                          | 121.0                         | 143.9                         | 839.3                         |
| Днів з опадами | 10                            | 8                             | 9                             | 6                             | 4                             | 4                             | 3                             | 3                             | 4                             | 8                             | 10                            | 11                            | 80                            |
| Вологість повітря, % | 65                            | 66                            | 72                            | 73                            | 72                            | 70                            | 69                            | 60                            | 58                            | 62                            | 61                            | 63                            | 66                            |
| --- | ----------------------------- | ----------------------------- | ----------------------------- | ----------------------------- | ----------------------------- | ----------------------------- | ----------------------------- | ----------------------------- | ----------------------------- | ----------------------------- | ----------------------------- | ----------------------------- | ----------------------------- |
| Джерело: NOAA, Oficina de Riesgo Agropecuario (record highs and lows), Servicio Meteorológico Nacional (precipitation days) |                               |                               |                               |                               |                               |                               |                               |                               |                               |                               |                               |                               |                               |

## Спорт
У Ріо-Кварто знаходиться велика кількість спортивних клубів, які дозволяють його жителям практикуватися у різних видах спорту. 
У місті діють такі футбольні клуби:
- Атенас (ісп. Club Sportivo y Biblioteca Atenas)
- Естудьянтес (ісп. Asociación Atlética Estudiantes)
- Альберді (ісп. Centro Cultural Alberdi)
- Мунісіпаль (ісп. Sportivo Municipal)
- Ренато Сесаріні (ісп. Club Renato Cesarini)
- Ріо-Кварто (ісп. Deportivo Rio Cuarto)
- Транспорте (ісп. Club Transporte Rio Cuarto)

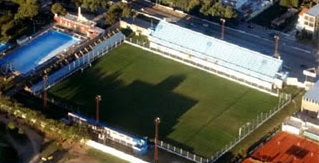
Стадіон Ріо-Кварто

Крім того, місто має баскетбольну команду «Asociación Atlética Banda Norte», яка грає у другій лізі. У місцевій баскетбольній лізі грають: «Asociación Atlética Estudiantes», «Centro Cultural Alberdi», «Club Atlético Central Argentino», «Acción Juvenil», «Club Sportivo Sampacho», «Gorriones Rugby Club», «Atenas de Ucacha», «Pabellón Argentino de Alejandro».

## Транспорт

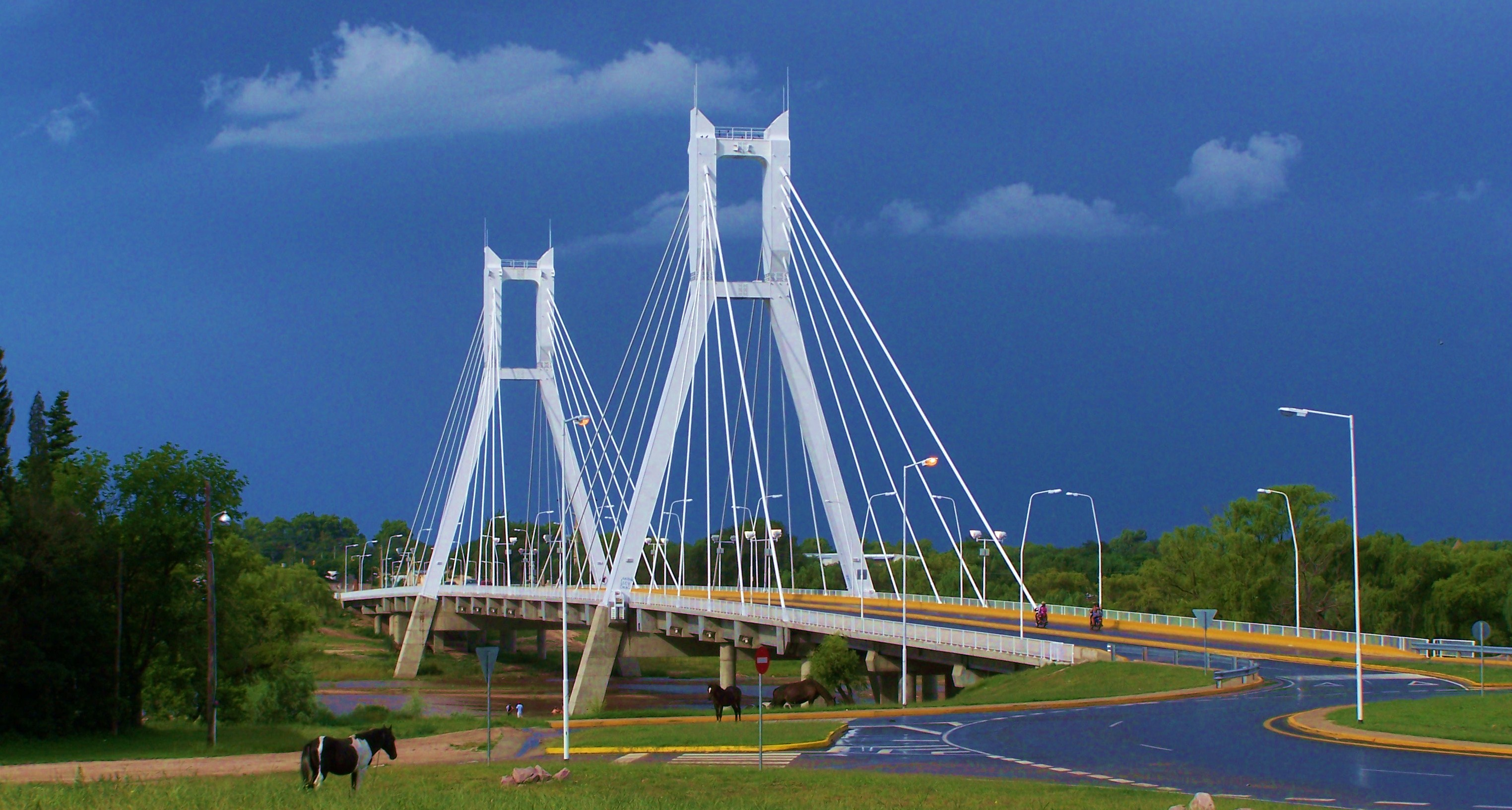
Міст над річкою Ріо-Кварто

Найважливішими автомобільними шляхами, які поєднують Ріо-Кварто з іншими великими містами є:
- Національна траса №8, яка сполучає його з містами Ла-Карлота і Вілья-Мерседес
- Національна траса №36, яка сполучає його з містом Кордова
- Національна траса №158, яка сполучає його з містами Хенераль-Кабрера, Вілья-Марія, Лас-Варільяс і Сан-Франсіско
- Національна траса №35, яка сполучає його з містами Вікунья-Маккенна, Уйнка-Ренанко, Реаліко

Крім того, місто має залізничне сполучення й аеропорт.
У місті діє автобусний громадський транспорт.

## Міста-побратими
Ріо-Кварто має побратимські відносини з такими містами:
- Чилі, Кокімбо
- Чилі, Вальпараїсо
- Іспанія, Вінарос